# كامبريدج
كامبرج أو كامبريدج (بالإنجليزية: Cambridge) هي مدينة تقع في مقاطعة كامبريدجشير في شرق إنجلترا. يبلغ عدد سكانها حوالي 130،900 نسمة (2015). تشتهر بجامعتها (جامعة كامبريدج)، والتي تعد إحدى أعرق وأفضل الجامعات على مستوى العالم.

## توأمة
لكامبريدج اتفاقيات توأمة مع كل من:
- هايدلبرغ (1965 - )
- سيجد (1987 - )[6]
- كامبريدج

## معرض الصُور
- فترة الصباح في مدينة كامبريدج

## أعلام
- جيمس تشادويك
- جون مينارد كينز
- ستيفن هوكينج
- دوغلاس آدمز
- جورج باغيت طومسون
- ديفيد غيلمور
- لودفيغ فيتغنشتاين
- آرثر كيلي
- شودري رحمت علي
- جوزيف جون طومسون
- جيمس كليرك ماكسويل
- ريتشارد أتينبورو